# Mroczne niebo
Mroczne Niebo (ang. Dark Skies) – amerykański serial science-fiction opowiadający o agresji obcych na Ziemię. Jego premiera odbyła się 21 września 1996 w kanale NBC. Mottem serialu jest zdanie „Historia jaką znamy jest kłamstwem”.

## Obsada
- Eric Close jako John Loengard
- Megan Ward jako Kimberly Sayers
- J.T. Walsh jako Frank Bach
- Tim Kelleher jako Jim Steele
- Conor O'Farrell jako Phil Albano
- Charley Lang jako Dr. Halligan
- Jeri Ryan jako Juliet Stuart

## Fabuła
Znana nam historia XX wieku jest kłamstwem. Obcy są wśród nas od późnych lat 40, jednak rząd ukrywa ten fakt przed społeczeństwem. W serialu śledzimy losy Johna Loengarda oraz Kim Sayers. Próbują oni pokrzyżować szyki Obcym, chcącym zniewolić Ziemię.

## Odcinki
| #  | Tytuł                  | Premiera w USA       |
| -- | ---------------------- | -------------------- |
| 1  | The Awakening (part 1) | 21 września 1996     |
| 2  | The Awakening (part 2) | 21 września 1996     |
| 3  | Moving Targets         | 28 września 1996     |
| 4  | Mercury Rising         | 19 października 1996 |
| 5  | Dark Days Night        | 26 października 1996 |
| 6  | Dreamland              | 2 listopada 1996     |
| 7  | Inhuman Nature         | 9 listopada 1996     |
| 8  | Ancient Future         | 16 listopada 1996    |
| 9  | Hostile Convergence    | 7 grudnia 1996       |
| 10 | We Shall Overcome      | 14 grudnia 1996      |
| 11 | The Last Wave          | 4 stycznia 1997      |
| 12 | The Enemy Within       | 11 stycznia 1997     |
| 13 | The Warren Omission    | 18 stycznia 1997     |
| 14 | White Rabbit           | 1 lutego 1997        |
| 15 | Shades of Gray         | 8 lutego 1997        |
| 16 | Burn, Baby, Burn       | 1 marca 1997         |
| 17 | Both Sides Now         | 8 marca 1997         |
| 18 | To Prey in Darkness    | 15 marca 1997        |
| 19 | Strangers in the Night | 24 maja 1997         |
| 20 | Bloodlines             | 31 maja 1997         |